# Imperador em casa, rei no exterior
Imperador em casa, rei no exterior era um sistema de condução de relações entre estados dentro da esfera cultural chinesa. Governantes de regimes menores adotariam o título de Imperador (皇帝; ou outros equivalentes) e/ou outros títulos imperiais internamente, e adotariam o título de Rei (王; ou outros equivalentes) ao lidar com o regime chinês dominante. Em vez de usar os estilos Majestade Imperial e Majestade (陛下), governantes de reinos menores eram chamados de Alteza (殿下). Este sistema era aplicável ao Japão, Coreia e Vietnã, bem como aos estados chineses menos poderosos, entre outros.
Como a China foi uma potência hegemônica no Leste Asiático durante grande parte da história, os estados vizinhos foram obrigados a pagar tributos aos imperadores chineses em troca de paz e legitimidade política. Nesse sistema, regimes menores aceitavam a soberania do poder chinês dominante e reconheciam o imperador chinês como seu suserano nominal. Como os imperadores chineses alegavam ser o Filho do Céu e detinham a supremacia sobre tudo sob o Céu, os governantes de regimes menores deveriam usar títulos subordinados ao imperador. A mesma doutrina também sustentava que só poderia haver um imperador em determinado momento.

## Origem
Quando a dinastia Qin caiu, o general Zhao Tuo conquistou os comandos de Xiang e Guilin e se proclamou "Rei Marcial de Nanyue " (chinês: 南越武王, pinyin: Nányuè Wǔ wáng) e em 196 aC foi reconhecido como "Rei de Nanyue" (chinês: 南越王, pinyin: Nányuè wáng) depois que Liu Bang se tornou imperador e fundou a dinastia Han. Após a morte de Liu Bang, seus funcionários pediram à sua viúva, a Imperatriz Lü, que proibisse o comércio de ferro entre Nanyue e Han; ao ouvir a notícia, Zhao se autoproclamou "Imperador Marcial de Nanyue" (chinês: 南越武帝, pinyin: Nányuè wǔ dì), a par dos imperadores Han.
As tropas de Zhao invadiram o vizinho Reino de Changsha, que fazia parte do Império Han, antes de retornar a Nanyue. Em 181 a.C., a Imperatriz Lü enviou o general Zhou Zao para liderar tropas contra Nanyue. Entretanto, as tropas de Zhou adoeceram por causa do calor e da umidade e, portanto, não conseguiram cruzar as montanhas para entrar em Nanyue; mais tarde, elas foram chamadas de volta em 180 a.C., após a morte da Imperatriz Lü. Zhao aproveitou a oportunidade para ameaçar as regiões fronteiriças e subornar os líderes dos Minyue, dos Ouyue Ocidentais e dos Luoyue para que se submetessem. [a] Zhao então parou de enviar emissários à corte Han.
Em resposta, o Imperador Wen de Han enviou Lu Jia para repreender Zhao. Assustado, Zhao escreveu uma carta de desculpas, humilhou-se como súdito feudal do Imperador Han, prometeu oferecer tributos e anunciou publicamente em Nanyue que renunciaria ao título e às práticas imperiais. Entretanto, Zhao ainda se designava secretamente como "Imperador" (chinês: 帝, pinyin: dì) dentro de Nanyue e só usava títulos apropriados para um senhor feudal tributário como "rei" (chinês: 王, pinyin: wáng) ao enviar emissários ao Filho do Céu.

## Coreia
Os governantes de Balhae usavam títulos imperiais, como Seongwang (hangul: 성왕; hanja: 聖王; lit. "Santo Rei") e Hwangsang (hangul: 황상; hanja: 皇上; lit. "Imperador"), e tinham nomes de era independentes.
Em 933, o Rei Taejo de Goryeo recebeu o título de Rei de Goryeo (高麗國王) do Imperador Mingzong de Tang Posterior. Antes de sua capitulação à dinastia Yuan, as designações e terminologias imperiais eram amplamente utilizadas pela dinastia Goryeo internamente. Seus governantes alegavam ser o Filho do Céu, assim como os imperadores chineses. O Rei Gyeongsun de Silla se dirigiu ao Rei Taejo de Goryeo como Filho do Céu quando ele se rendeu. Embora a dinastia Song, a dinastia Liao e a dinastia Jin estivessem bem informadas sobre o uso de títulos imperiais por Goryeo, todas as três dinastias chinesas toleraram tal prática.
A dinastia Goryeo mais tarde se tornou uma região semiautônoma da dinastia Yuan, pondo fim ao seu sistema imperial doméstico. Seus governantes tinham o título de rei e eram proibidos de ter nomes de templos, que eram reservados especificamente para os imperadores Yuan. Em 1356, o rei Gongmin de Goryeo declarou independência da dinastia Yuan.
Em 1392, o rei Taejo de Joseon derrubou a dinastia Goryeo e fundou a dinastia Joseon. Ele recebeu o título de Rei de Joseon (朝鮮國王) do Imperador Hongwu da dinastia Ming. Tanto interna quanto externamente, os monarcas Joseon detinham o título de rei, ao contrário da reivindicação interna de títulos imperiais antes da submissão de Goryeo à dinastia Yuan.
Após a Primeira Guerra Sino-Japonesa, Joseon recuperou sua independência da China e com o Rei Gojong se tornando o Hwangje [ko] (황제) do Império Coreano.

## Vietnã

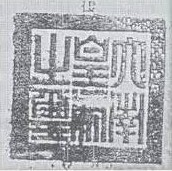
O selo Đại Nam Hoàng đế chi tỷ (大南皇帝之璽; lit. Selo do Imperador de Đại Nam) usado em correspondências diplomáticas com outros países

Em 544, Lý Bôn estabeleceu a Dinastia Lý Inicial e se proclamou Imperador de Vạn Xuân (萬春帝).
Em 968, Đinh Bộ Lĩnh fundou a Dinastia Đinh e declarou-se imperador, abolindo o antigo título de Jinghaijun Jiedushi (靜海軍節度使), um título de comandante militar regional chinês. O Imperador Taizu de Song mais tarde concedeu o título de Rei da Prefeitura de Jiaozhi a Đinh Bộ Lĩnh.:285, 287
Em 986, Lê Hoàn recebeu o título de Jinghaijun Jiedushi quando o emissário da dinastia Song o visitou. Em 988, Lê Hoàn foi promovido a Grande Comandante Procurador (檢校太尉); em 993 para o Comando do Príncipe de Jiaozhi (交趾郡王); e finalmente em 997 seu título foi promovido a Rei de Nanping (南平王).
Em 1010, Lý Thái Tổ estabeleceu a Dinastia Lý e recebeu o título de Príncipe de Jiaozhi do Imperador Zhenzong de Song. Em 1174, Lý Anh Tông recebeu o título de Rei de Annan (安南國王); "Annan" ou "An Nam", que significa "o Sul Pacificado", era o nome do Vietnã durante o domínio chinês. Internamente, os governantes da dinastia Lý mantiveram o uso do título de imperador.
Ao proclamar a Dinastia Lê Posterior, Lê Thái Tổ reivindicou a realeza com o título de Đại Vương (大王). Foi somente durante o reinado de Lê Thánh Tông que os governantes vietnamitas recuperaram os títulos imperiais. O sistema continuou a ser usado até o fim da dinastia, já que todos os governantes reivindicavam status imperial internamente e retornavam à posição real ao lidar com a China.

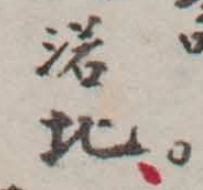
O termo nước Bắc (渃北; lit. país do norte) era usado para se referir à China em relação ao Vietnã, que era o país do sul

O Imperador Gia Long da Dinastia Nguyễn recebeu o título de Rei do Vietnã (越南國王) do Imperador Jiaqing da Dinastia Qing. Embora a dinastia Nguyễn tenha aceitado a suserania chinesa e adotado o título de rei ao lidar com a dinastia Qing, ela estabeleceu relações exteriores com outros estados como Imperador de Đại Việt Nam (大越南皇帝) e mais tarde como Imperador de Đại Nam (大南皇帝). Internamente, os monarcas Nguyễn também usavam o título de imperador e se referiam ao seu reino como a "dinastia do sul" (em relação à dinastia Qing, a "dinastia do norte"), implicando um status igual ao da China.

## Japão

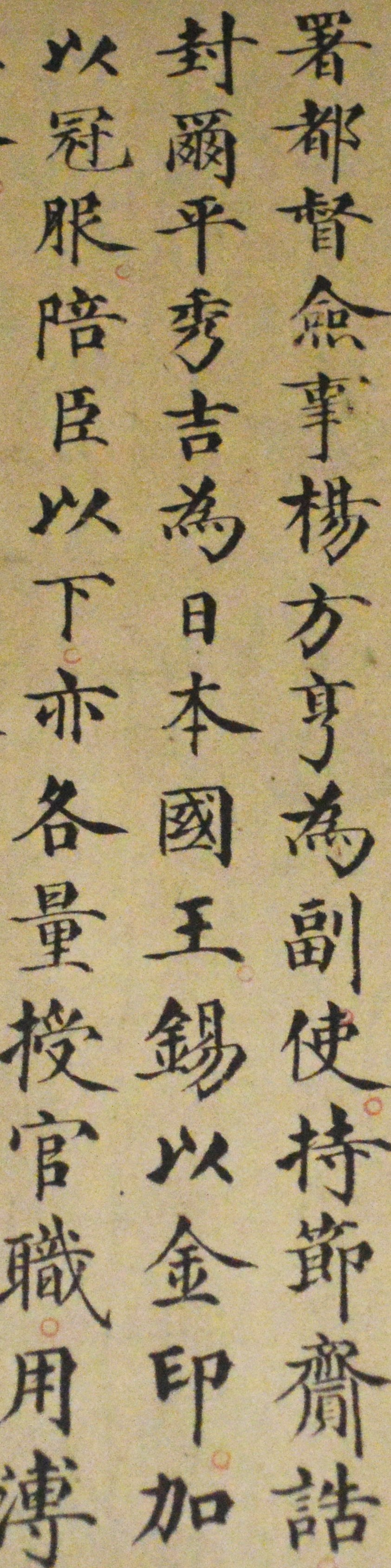
Toyotomi Hideyoshi foi incitado a invadir a Coreia pela segunda vez, depois que o Imperador Wanli da dinastia Ming se referiu a ele como o Rei do Japão.

Os imperadores chineses originalmente se referiam aos governantes japoneses como Rei de Wa (倭王), enquanto no Japão eles eram chamados de kimi ou ōkimi. Alguns dos governantes, principalmente os cinco reis de Wa, aceitaram a soberania chinesa.
Durante a Dinastia Sui, o diplomata japonês Ono no Imoko entregou uma carta do Príncipe Shōtoku ao Imperador Yang de Sui, que afirmava que a Imperatriz Suiko era "o Filho do Céu onde o sol nasce", implicando um status igual entre os monarcas japoneses e chineses. O Imperador Yang de Sui ficou irritado com tal afirmação. Desde então, o Imperador do Japão começou a adotar o título imperial de Tennō (天皇, "Imperador Celestial")  tanto interna quanto externamente, e o título de rei (國王) às vezes era usado para comércio com a China pelos xoguns, que detinham o poder de fato no Japão. A China não permitiu oficialmente que os imperadores japoneses usassem o título tennō, embora tenha feito pouco para obrigar os governantes japoneses a recorrerem a títulos menores.
Durante a Dinastia Tang, os governantes japoneses receberam o título de Rei do Japão (日本國王). De 630 a 838, o Japão enviou um total de 19 enviados à dinastia Tang para estimular o aprendizado e o intercâmbio cultural.
Durante a Dinastia Yuan, Kublai Khan exigiu a submissão do Rei do Japão, referindo-se ao imperador japonês. O Japão rejeitou essa demanda, o que resultou nas invasões mongóis do Japão.
Durante o período Nanboku-chō do Japão, o príncipe Kaneyoshi se recusou a aceitar o título de rei concedido pela China e matou sete embaixadores chineses em retaliação.
O xogum Ashikaga Yoshimitsu aceitou o título de Rei do Japão concedido pelo Imperador Yongle devido ao seu desejo de estabelecer relações comerciais com a Dinastia Ming.
Durante o governo do Xogunato Tokugawa, Tokugawa Hidetada mudou o título de rei para taikun (大君), como um sinal de respeito ao imperador japonês. Depois disso, Tokugawa Ienobu mudou o título de volta para rei, apenas para ser mudado novamente para taikun por Tokugawa Yoshimune.
Após a Restauração Meiji em 1868, o imperador japonês recuperou seu poder político. O Tratado de Shimonoseki em 1895 chama o imperador japonês de Grande Imperador do Império Japonês (大日本帝國大皇帝陛).